# 絢香 LIVE TOUR 2012 “The beginning”〜はじまりのとき〜
『絢香 LIVE TOUR 2012 “The beginning”〜はじまりのとき〜』（あやか ライブツアー 2012 ザ・ビギニング はじまりのとき）は、日本のシンガーソングライター・絢香のライブビデオ。2012年12月12日にA stAtionからDVD版とBlu-ray Disc版が同時にリリースされた。

## 解説
デビュー以来通算3作目、活動再開後初となる映像作品。2012年8月8日に横浜アリーナで行われたライブツアー最終公演の模様を収録している。
DVD版・Blu-ray版ともに、新曲「ツヨク想う」を収録したCDが付属する。また、Blu-ray版には特典としてビデオクリップやスペシャルライブ映像が収録されているほか、初回限定盤はライブツアー初日の日本武道館公演の際に撮影された写真を収録したフォトブック同封のデジパック仕様となっている。

## 収録曲

### DVD/BD
1. The beginning
2. 笑顔のキャンバス
3. Magic Mind
4. 夢を味方に
5. アカイソラ
6. そこまで歩いていくよ
7. 繋がる心
8. HIKARI
9. 空よお願い
10. ツヨク想う
11. THIS IS THE TIME
12. Rolling in the Deep - アデルの楽曲のカバー。
13. 手をつなごう
14. おかえり
15. Hello
16. やさしい蒼
17. はじまりのとき
18. みんな空の下
19. キミヘ

### CD
1. ツヨク想う
作詞・作曲：絢香 / 編曲：河野圭
日本テレビ系報道番組『NEWS ZERO』エンディングテーマ[1]（2012年4月2日 - ）。
2012年11月30日放送の『ミュージックステーション』でテレビ初披露。